# Caherconlish
Caherconlish (iriska: Cathair Chinn Lis) är en ort i republiken Irland.   Den ligger i grevskapet County Limerick och provinsen Munster, i den centrala delen av landet. Caherconlish ligger 60 meter över havet och antalet invånare är 1 279.
Terrängen runt Caherconlish är platt. Trakten runt Caherconlish består i huvudsak av jordbruksmark.